# Élections cantonales de 2001 dans les Bouches-du-Rhône
Les élections cantonales ont eu lieu les 11 et 18 mars 2001.
Lors de ces élections, 27 des 54 cantons des Bouches-du-Rhône ont été renouvelés. Elles ont vu la reconduction de la majorité socialiste dirigé par Jean-Noël Guérini, président du conseil général depuis 1998.

## Résultats à l'échelle du département

### Assemblée départementale à l'issue des élections
| Parti                              | Sigle | Sigle | Élus |
| ---------------------------------- | ----- | ----- | ---- |
| Majorité (37 sièges)               |       |       |      |
| Parti socialiste                   |       | PS    | 23   |
| Parti communiste français          |       | PCF   | 8    |
| Divers gauche                      |       | DVG   | 5    |
| Parti radical de gauche            |       | PRG   | 1    |
| Opposition (17 sièges)             |       |       |      |
| Union pour un mouvement populaire  |       | UMP   | 8    |
| Union pour la démocratie française |       | UDF   | 4    |
| Divers droite                      |       | DVD   | 5    |
| Président du Conseil général       |       |       |      |
| Jean-Noël Guérini (PS)             |       |       |      |

## Résultats par canton

### Cantons de Marseille

#### Canton de Marseille-1
| Candidat       | Candidat            | Parti          | Premier tour | Premier tour | Second tour | Second tour |
| Candidat       | Candidat            | Parti          | Voix         | %            | Voix        | %           |
| -------------- | ------------------- | -------------- | ------------ | ------------ | ----------- | ----------- |
|                | Fortuné Sportiello* | PS             | 1 022        | 42,74        | 1 365       | 53,32       |
|                | Gérard Chenoz       | DL             | 786          | 32,87        | 1 195       | 46,68       |
|                | Gilbert Tronconi    | FN             | 207          | 8,66         |             |             |
|                | Béatrice Chrétien   | ECO            | 143          | 5,98         |             |             |
|                | Pascal Munier       | MNR            | 113          | 4,73         |             |             |
|                | Georges Grange      | RPF            | 62           | 2,59         |             |             |
|                | Jean Boyer          | ECO            | 58           | 2,43         |             |             |
|                |                     |                |              |              |             |             |
| Inscrits       | Inscrits            | Inscrits       | 4 633        | 100,00       | 4 633       | 100,00      |
| Abstention     | Abstention          | Abstention     | 2 124        | 45,85        | 1 931       | 41,68       |
| Votants        | Votants             | Votants        | 2 509        | 54,15        | 2 702       | 58,32       |
| Blancs et nuls | Blancs et nuls      | Blancs et nuls | 118          | 4,70         | 142         | 5,26        |
| Exprimés       | Exprimés            | Exprimés       | 2 391        | 95,30        | 2 560       | 94,74       |

*sortant

#### Canton de Marseille-3
| Candidat       | Candidat            | Parti          | Premier tour | Premier tour |
| Candidat       | Candidat            | Parti          | Voix         | %            |
| -------------- | ------------------- | -------------- | ------------ | ------------ |
|                | Jean-Noël Guérini*  | PS             | 1 303        | 57,96        |
|                | Angélique Sanchez   | RPR            | 303          | 13,48        |
|                | Roland Lombardi     | FN             | 186          | 8,27         |
|                | Jean-Paul Nostriano | PCF            | 186          | 8,27         |
|                | Christian Provaux   | ECO            | 153          | 6,81         |
|                | Eliane Verolini     | MNR            | 89           | 3,96         |
|                | Joëlle Mouries      | RPF            | 28           | 1,25         |
|                |                     |                |              |              |
| Inscrits       | Inscrits            | Inscrits       | 3 944        | 100,00       |
| Abstention     | Abstention          | Abstention     | 1 612        | 40,87        |
| Votants        | Votants             | Votants        | 2 332        | 59,13        |
| Blancs et nuls | Blancs et nuls      | Blancs et nuls | 84           | 3,60         |
| Exprimés       | Exprimés            | Exprimés       | 2 248        | 96,40        |

*sortant

#### Canton de Marseille-4
| Candidat       | Candidat            | Parti          | Premier tour | Premier tour | Second tour | Second tour |
| Candidat       | Candidat            | Parti          | Voix         | %            | Voix        | %           |
| -------------- | ------------------- | -------------- | ------------ | ------------ | ----------- | ----------- |
|                | Michel Dary*        | PRG            | 1 010        | 29,01        | 1 721       | 49,30       |
|                | Maurice Di Nocera   | UDF            | 854          | 24,53        | 1 770       | 50,70       |
|                | Antoine Tarquiny    | FN             | 540          | 15,51        |             |             |
|                | Nicole Pol          | PCF            | 377          | 10,83        |             |             |
|                | Violette Mondolini  | MNR            | 287          | 8,24         |             |             |
|                | Delphine d'Onofrio  | ECO            | 199          | 5,72         |             |             |
|                | Alain Persia        | RPF            | 121          | 3,48         |             |             |
|                | Sébastiana Campione | ECO            | 93           | 2,67         |             |             |
|                | Sylvie Moy          | DVD            | 0            | 0,00         |             |             |
|                |                     |                |              |              |             |             |
| Inscrits       | Inscrits            | Inscrits       | 7 354        | 100,00       | 7 354       | 100,00      |
| Abstention     | Abstention          | Abstention     | 3 713        | 50,49        | 3 562       | 48,44       |
| Votants        | Votants             | Votants        | 3 641        | 49,51        | 3 792       | 51,56       |
| Blancs et nuls | Blancs et nuls      | Blancs et nuls | 160          | 4,39         | 301         | 7,94        |
| Exprimés       | Exprimés            | Exprimés       | 3 481        | 95,61        | 3 491       | 92,06       |

*sortant

#### Canton de Marseille-5
| Candidat       | Candidat                 | Parti          | Premier tour | Premier tour | Second tour | Second tour |
| Candidat       | Candidat                 | Parti          | Voix         | %            | Voix        | %           |
| -------------- | ------------------------ | -------------- | ------------ | ------------ | ----------- | ----------- |
|                | Lisette Narducci         | PS             | 1 652        | 26,52        | 3 467       | 56,77       |
|                | Philippe Mazet           | RPR            | 1 253        | 20,11        | 2 640       | 43,23       |
|                | Jean Dufour*             | PCF            | 1 246        | 20,00        |             |             |
|                | Marie-Claude Aucouturier | FN             | 903          | 14,49        |             |             |
|                | Nicole Cantrel           | MNR            | 585          | 9,39         |             |             |
|                | Claude Pau               | ECO            | 232          | 3,72         |             |             |
|                | Patricia Dellapina       | ECO            | 189          | 3,03         |             |             |
|                | Robert Payan             | RPF            | 170          | 2,73         |             |             |
|                |                          |                |              |              |             |             |
| Inscrits       | Inscrits                 | Inscrits       | 14 598       | 100,00       | 14 598      | 100,00      |
| Abstention     | Abstention               | Abstention     | 8 083        | 55,37        | 7 866       | 53,88       |
| Votants        | Votants                  | Votants        | 6 515        | 44,63        | 6 732       | 46,12       |
| Blancs et nuls | Blancs et nuls           | Blancs et nuls | 285          | 4,37         | 625         | 9,28        |
| Exprimés       | Exprimés                 | Exprimés       | 6 230        | 95,63        | 6 107       | 90,72       |

*sortant

#### Canton de Marseille-8
| Candidat       | Candidat          | Parti          | Premier tour | Premier tour | Second tour | Second tour |
| Candidat       | Candidat          | Parti          | Voix         | %            | Voix        | %           |
| -------------- | ----------------- | -------------- | ------------ | ------------ | ----------- | ----------- |
|                | Jeanine Porte*    | PCF            | 1 772        | 22,17        | 4 967       | 100,00      |
|                | Nadia Brya        | PS             | 1 672        | 20,92        | Retrait     | Retrait     |
|                | Bruno Mégret      | MNR            | 1 459        | 18,26        |             |             |
|                | Michel Bourgat    | RPR            | 1 397        | 17,48        |             |             |
|                | Alde Vinci        | FN             | 1 036        | 12,96        |             |             |
|                | Monique Carbonnel | RPF            | 264          | 3,30         |             |             |
|                | Nicole Sinapi     | ECO            | 236          | 2,95         |             |             |
|                | Patrick Dumas     | ECO            | 156          | 1,95         |             |             |
|                | André Jaco        | DVD            | 0            | 0,00         |             |             |
|                |                   |                |              |              |             |             |
| Inscrits       | Inscrits          | Inscrits       | 17 122       | 100,00       | 17 122      | 100,00      |
| Abstention     | Abstention        | Abstention     | 8 826        | 51,55        | 9 519       | 55,60       |
| Votants        | Votants           | Votants        | 8 296        | 48,45        | 7 603       | 44,40       |
| Blancs et nuls | Blancs et nuls    | Blancs et nuls | 304          | 3,66         | 2 636       | 34,67       |
| Exprimés       | Exprimés          | Exprimés       | 7 992        | 96,34        | 4 967       | 65,33       |

*sortant

#### Canton de Marseille-Saint-Giniez
| Candidat       | Candidat              | Parti          | Premier tour | Premier tour |
| Candidat       | Candidat              | Parti          | Voix         | %            |
| -------------- | --------------------- | -------------- | ------------ | ------------ |
|                | Dominique Tian*       | DL             | 7 534        | 56,14        |
|                | Michèle Poncet-Ramade | Verts          | 2 853        | 21,26        |
|                | René Scotto d'Aniello | FN             | 970          | 7,23         |
|                | Martine Elesikian     | MNR            | 898          | 6,69         |
|                | Pierre Bei            | PCF            | 621          | 4,63         |
|                | Claude Lenzi          | RPF            | 544          | 4,05         |
|                |                       |                |              |              |
| Inscrits       | Inscrits              | Inscrits       | 27 200       | 100,00       |
| Abstention     | Abstention            | Abstention     | 13 346       | 49,07        |
| Votants        | Votants               | Votants        | 13 854       | 50,93        |
| Blancs et nuls | Blancs et nuls        | Blancs et nuls | 434          | 3,13         |
| Exprimés       | Exprimés              | Exprimés       | 13 420       | 96,87        |

*sortant

#### Canton de Marseille-13
| Candidat       | Candidat            | Parti          | Premier tour | Premier tour | Second tour | Second tour |
| Candidat       | Candidat            | Parti          | Voix         | %            | Voix        | %           |
| -------------- | ------------------- | -------------- | ------------ | ------------ | ----------- | ----------- |
|                | Robert Assante      | DL             | 4 626        | 39,04        | 7 038       | 62,48       |
|                | Pauline Banzo       | PS             | 1 965        | 16,58        | 4 227       | 37,52       |
|                | Christian Pellicani | PCF            | 1 207        | 10,19        |             |             |
|                | François Labande    | Verts          | 1 153        | 9,73         |             |             |
|                | Jackie Blanc        | FN             | 1 147        | 9,68         |             |             |
|                | Hubert Fayard       | MNR            | 910          | 7,68         |             |             |
|                | Gustave Ferrari     | RPF            | 496          | 4,19         |             |             |
|                | Ophélie Rosso       | MDC            | 345          | 2,91         |             |             |
|                |                     |                |              |              |             |             |
| Inscrits       | Inscrits            | Inscrits       | 23 873       | 100,00       | 23 873      | 100,00      |
| Abstention     | Abstention          | Abstention     | 11 553       | 48,39        | 11 813      | 49,48       |
| Votants        | Votants             | Votants        | 12 320       | 51,61        | 12 060      | 50,52       |
| Blancs et nuls | Blancs et nuls      | Blancs et nuls | 471          | 3,82         | 795         | 6,59        |
| Exprimés       | Exprimés            | Exprimés       | 11 849       | 96,18        | 11 265      | 93,41       |

#### Canton de Marseille-14A
| Candidat       | Candidat           | Parti          | Premier tour | Premier tour | Second tour | Second tour |
| Candidat       | Candidat           | Parti          | Voix         | %            | Voix        | %           |
| -------------- | ------------------ | -------------- | ------------ | ------------ | ----------- | ----------- |
|                | Joël Dutto*        | PCF            | 1 636        | 30,77        | 3 660       | 100,00      |
|                | Patrick Mennucci   | PS             | 1 565        | 29,43        | Retrait     | Retrait     |
|                | Bernard Marandat   | FN             | 676          | 12,71        |             |             |
|                | Hubert Savon       | MNR            | 553          | 10,40        |             |             |
|                | Jacques Lalain     | UDF            | 527          | 9,91         |             |             |
|                | Jean-Flora Nosibor | ECO            | 143          | 2,69         |             |             |
|                | Georges Fredenucci | RPF            | 138          | 2,60         |             |             |
|                | Vicenzina Ruiz     | ECO            | 79           | 1,49         |             |             |
|                |                    |                |              |              |             |             |
| Inscrits       | Inscrits           | Inscrits       | 11 319       | 100,00       | 11 319      | 100,00      |
| Abstention     | Abstention         | Abstention     | 5 821        | 51,43        | 6 463       | 57,10       |
| Votants        | Votants            | Votants        | 5 498        | 48,57        | 4 856       | 42,90       |
| Blancs et nuls | Blancs et nuls     | Blancs et nuls | 181          | 3,29         | 1 196       | 24,63       |
| Exprimés       | Exprimés           | Exprimés       | 5 317        | 96,71        | 3 660       | 75,37       |

*sortant

#### Canton de Marseille-15
| Candidat       | Candidat              | Parti          | Premier tour | Premier tour | Second tour | Second tour |
| Candidat       | Candidat              | Parti          | Voix         | %            | Voix        | %           |
| -------------- | --------------------- | -------------- | ------------ | ------------ | ----------- | ----------- |
|                | Henri Jibrayel        | PS             | 3 053        | 29,67        | 6 272       | 100,00      |
|                | Roland Joly*          | PCF            | 2 566        | 24,94        | Retrait     | Retrait     |
|                | Jean-Pierre Baumann   | FN             | 1 405        | 13,66        |             |             |
|                | Jean-Marc Corteggiani | RPR            | 1 268        | 12,32        |             |             |
|                | Jean-Pierre Ferey     | MNR            | 981          | 9,53         |             |             |
|                | Bernard Cancellata    | ECO            | 472          | 4,59         |             |             |
|                | Bruno Perez           | RPF            | 310          | 3,01         |             |             |
|                | Marcel Marzo          | ECO            | 234          | 2,27         |             |             |
|                |                       |                |              |              |             |             |
| Inscrits       | Inscrits              | Inscrits       | 21 444       | 100,00       | 21 444      | 100,00      |
| Abstention     | Abstention            | Abstention     | 10 708       | 49,93        | 12 029      | 56,09       |
| Votants        | Votants               | Votants        | 10 736       | 50,07        | 9 415       | 43,91       |
| Blancs et nuls | Blancs et nuls        | Blancs et nuls | 447          | 4,16         | 3 143       | 33,38       |
| Exprimés       | Exprimés              | Exprimés       | 10 289       | 95,84        | 6 272       | 66,62       |

*sortant

#### Canton de Marseille-16
| Candidat       | Candidat        | Parti          | Premier tour | Premier tour | Second tour | Second tour |
| Candidat       | Candidat        | Parti          | Voix         | %            | Voix        | %           |
| -------------- | --------------- | -------------- | ------------ | ------------ | ----------- | ----------- |
|                | Lucien Weygand* | DVG            | 4 072        | 37,12        | 6 934       | 59,70       |
|                | Alain Gugliotta | DL             | 2 151        | 19,61        | 4 680       | 40,30       |
|                | Stéphane Ravier | FN             | 1 451        | 13,23        |             |             |
|                | Hélène Valadeau | PCF            | 1 271        | 11,59        |             |             |
|                | Jeannine Marra  | MNR            | 958          | 8,73         |             |             |
|                | Eric Talles     | ECO            | 572          | 5,21         |             |             |
|                | Bruno Foti      | RPF            | 261          | 2,38         |             |             |
|                | Sauveur Laezza  | ECO            | 233          | 2,12         |             |             |
|                |                 |                |              |              |             |             |
| Inscrits       | Inscrits        | Inscrits       | 23 846       | 100,00       | 23 846      | 100,00      |
| Abstention     | Abstention      | Abstention     | 12 392       | 51,97        | 11 312      | 47,44       |
| Votants        | Votants         | Votants        | 11 454       | 48,03        | 12 534      | 52,56       |
| Blancs et nuls | Blancs et nuls  | Blancs et nuls | 485          | 4,23         | 920         | 7,34        |
| Exprimés       | Exprimés        | Exprimés       | 10 969       | 95,77        | 11 614      | 92,66       |

*sortant

#### Canton de Marseille-18
| Candidat       | Candidat           | Parti          | Premier tour | Premier tour | Second tour | Second tour |
| Candidat       | Candidat           | Parti          | Voix         | %            | Voix        | %           |
| -------------- | ------------------ | -------------- | ------------ | ------------ | ----------- | ----------- |
|                | Jean Bonat*        | PS             | 4 788        | 35,72        | 7 768       | 55,97       |
|                | Éric Di Meco       | RPR            | 3 517        | 26,24        | 6 110       | 44,03       |
|                | Stéphane Durbec    | FN             | 1 367        | 10,20        |             |             |
|                | Daniel Amiot       | PCF            | 1 239        | 9,24         |             |             |
|                | Yvon Claire        | MNR            | 1 153        | 8,60         |             |             |
|                | Jean Frizzi        | ECO            | 688          | 5,13         |             |             |
|                | Christian Musumeci | ECO            | 359          | 2,68         |             |             |
|                | Arezki Selloum     | RPF            | 293          | 2,19         |             |             |
|                |                    |                |              |              |             |             |
| Inscrits       | Inscrits           | Inscrits       | 27 912       | 100,00       | 27 912      | 100,00      |
| Abstention     | Abstention         | Abstention     | 13 937       | 49,93        | 13 937      | 46,23       |
| Votants        | Votants            | Votants        | 13 975       | 50,07        | 15 009      | 53,77       |
| Blancs et nuls | Blancs et nuls     | Blancs et nuls | 571          | 4,09         | 1 131       | 7,54        |
| Exprimés       | Exprimés           | Exprimés       | 13 404       | 95,91        | 13 878      | 92,46       |

*sortant

#### Canton de Marseille-20A
| Candidat       | Candidat                | Parti          | Premier tour | Premier tour | Second tour | Second tour |
| Candidat       | Candidat                | Parti          | Voix         | %            | Voix        | %           |
| -------------- | ----------------------- | -------------- | ------------ | ------------ | ----------- | ----------- |
|                | Richard Miron           | DL             | 4 538        | 39,52        | 6 627       | 62,84       |
|                | Francis Allouch         | PS             | 2 250        | 19,59        | 3 918       | 37,16       |
|                | Jean-Pierre Fouquet     | Verts          | 1 490        | 12,98        |             |             |
|                | Oleg Zaouchkevitch      | FN             | 1 076        | 9,37         |             |             |
|                | Marie-Françoise Palloix | PCF            | 965          | 8,40         |             |             |
|                | Gabriel Van Gaver       | MNR            | 664          | 5,78         |             |             |
|                | Guy Jullien             | RPF            | 500          | 4,35         |             |             |
|                |                         |                |              |              |             |             |
| Inscrits       | Inscrits                | Inscrits       | 23 734       | 100,00       | 23 734      | 100,00      |
| Abstention     | Abstention              | Abstention     | 11 763       | 49,56        | 12 561      | 52,92       |
| Votants        | Votants                 | Votants        | 11 971       | 50,44        | 11 173      | 47,08       |
| Blancs et nuls | Blancs et nuls          | Blancs et nuls | 488          | 4,08         | 628         | 5,62        |
| Exprimés       | Exprimés                | Exprimés       | 11 483       | 95,92        | 10 545      | 94,38       |

#### Canton de Marseille-Mazargues|Canton de Marseille-20B
| Candidat       | Candidat                   | Parti          | Premier tour | Premier tour | Second tour | Second tour |
| Candidat       | Candidat                   | Parti          | Voix         | %            | Voix        | %           |
| -------------- | -------------------------- | -------------- | ------------ | ------------ | ----------- | ----------- |
|                | Didier Réault              | DL             | 6 714        | 42,54        | 9 845       | 62,35       |
|                | Fernand Pietri             | PS             | 3 534        | 22,39        | 5 946       | 37,65       |
|                | Annick Boët                | PCF            | 1 652        | 10,47        |             |             |
|                | Michèle Carayon            | FN             | 1 461        | 9,26         |             |             |
|                | Geneviève Colonna d'Istria | MNR            | 1 053        | 6,67         |             |             |
|                | Ambartsoum Manoukian       | ECO            | 854          | 5,41         |             |             |
|                | Sophie Armand              | RPF            | 514          | 3,26         |             |             |
|                |                            |                |              |              |             |             |
| Inscrits       | Inscrits                   | Inscrits       | 30 733       | 100,00       | 30 733      | 100,00      |
| Abstention     | Abstention                 | Abstention     | 14 376       | 46,78        | 14 064      | 45,76       |
| Votants        | Votants                    | Votants        | 16 357       | 53,22        | 16 669      | 54,24       |
| Blancs et nuls | Blancs et nuls             | Blancs et nuls | 575          | 3,52         | 878         | 5,27        |
| Exprimés       | Exprimés                   | Exprimés       | 15 782       | 96,48        | 15 791      | 94,73       |

### Cantons hors Marseille

#### Canton d'Aix-en-Provence-Centre
| Candidat       | Candidat             | Étiquette      | Premier tour | Premier tour | Second tour | Second tour |
| Candidat       | Candidat             | Étiquette      | Voix         | %            | Voix        | %           |
| -------------- | -------------------- | -------------- | ------------ | ------------ | ----------- | ----------- |
|                | Bruno Genzana*       | DL             | 3 418        | 31,81        | 6 552       | 54,94       |
|                | Jacques Agopian      | PS             | 2 458        | 22,59        | 5 374       | 45,06       |
|                | Annick Delhaye       | Verts          | 1 401        | 13,04        |             |             |
|                | Damien Bariller      | MNR            | 910          | 8,47         |             |             |
|                | Aline Vidal Daumas   | DVD            | 735          | 6,84         |             |             |
|                | Philippe Fraisse     | FN             | 668          | 6,22         |             |             |
|                | Rémy Jean            | EXG            | 497          | 4,62         |             |             |
|                | Jean-Louis Brunel    | PCF            | 475          | 4,42         |             |             |
|                | Marie-Chantal Picard | DVD            | 214          | 1,99         |             |             |
|                |                      |                |              |              |             |             |
| Inscrits       | Inscrits             | Inscrits       | 20 524       | 100,00       | 20 525      | 100,00      |
| Abstention     | Abstention           | Abstention     | 9 331        | 45,46        | 7 838       | 38,19       |
| Votants        | Votants              | Votants        | 11 193       | 54,54        | 12 687      | 61,81       |
| Blancs et nuls | Blancs et nuls       | Blancs et nuls | 447          | 4,09         | 761         | 6,00        |
| Exprimés       | Exprimés             | Exprimés       | 10 746       | 96,01        | 11 926      | 94,00       |

*sortant

#### Canton d'Aix-en-Provence-Nord-Est
| Candidat       | Candidat            | Étiquette      | Premier tour | Premier tour | Second tour | Second tour |
| Candidat       | Candidat            | Étiquette      | Voix         | %            | Voix        | %           |
| -------------- | ------------------- | -------------- | ------------ | ------------ | ----------- | ----------- |
|                | Jean-Pierre Bouvet* | RPR            | 8 146        | 41,65        | 11 876      | 56,83       |
|                | Françoise Brassart  | PS             | 5 289        | 27,04        | 9 023       | 43,17       |
|                | Philippe Mazel      | Verts          | 2 665        | 13,62        |             |             |
|                | Gérard Beyer        | FN             | 1 296        | 6,63         |             |             |
|                | Vincent Autric      | MNR            | 1 274        | 6,51         |             |             |
|                | Marie-Agnès Chaleas | EXG            | 890          | 4,55         |             |             |
|                |                     |                |              |              |             |             |
| Inscrits       | Inscrits            | Inscrits       | 34 532       | 100,00       | 34 532      | 100,00      |
| Abstention     | Abstention          | Abstention     | 14 158       | 41,00        | 12 698      | 36,77       |
| Votants        | Votants             | Votants        | 20 374       | 59,00        | 21 834      | 63,23       |
| Blancs et nuls | Blancs et nuls      | Blancs et nuls | 814          | 3,52         | 935         | 4,28        |
| Exprimés       | Exprimés            | Exprimés       | 19 560       | 96,48        | 20 899      | 95,72       |

*sortant

#### Canton d'Arles-Est
| Candidat       | Candidat        | Étiquette      | Premier tour | Premier tour |
| Candidat       | Candidat        | Étiquette      | Voix         | %            |
| -------------- | --------------- | -------------- | ------------ | ------------ |
|                | Claude Vulpian* | PS             | 9 375        | 53,81        |
|                | Henri Tisseyre  | PCF            | 2 659        | 15,26        |
|                | Pierre Ferrier  | RPR            | 2 485        | 14,26        |
|                | Jacques Peth    | FN             | 2 097        | 12,04        |
|                | Hélyette Moreau | MNR            | 805          | 4,62         |
|                |                 |                |              |              |
| Inscrits       | Inscrits        | Inscrits       | 27 867       | 100,00       |
| Abstention     | Abstention      | Abstention     | 9 594        | 34,43        |
| Votants        | Votants         | Votants        | 18 273       | 65,57        |
| Blancs et nuls | Blancs et nuls  | Blancs et nuls | 852          | 4,66         |
| Exprimés       | Exprimés        | Exprimés       | 17 421       | 95,34        |

*sortant

#### Canton d'Aubagne
| Candidat       | Candidat               | Étiquette      | Premier tour | Premier tour | Second tour | Second tour |
| Candidat       | Candidat               | Étiquette      | Voix         | %            | Voix        | %           |
| -------------- | ---------------------- | -------------- | ------------ | ------------ | ----------- | ----------- |
|                | Daniel Fontaine*       | PCF            | 9 286        | 40,81        | 11 880      | 54,75       |
|                | Jean-Marie Orihuel     | UDF            | 5 879        | 25,83        | 9 820       | 45,25       |
|                | Stéphanie Harkane      | PS             | 3 090        | 13,58        |             |             |
|                | Eric Geronimo          | FN             | 2 077        | 9,13         |             |             |
|                | Jean-Dominique Roubaud | MNR            | 1 530        | 6,72         |             |             |
|                | Jacques Lhuillier      | RPF            | 895          | 3,93         |             |             |
|                |                        |                |              |              |             |             |
| Inscrits       | Inscrits               | Inscrits       | 39 196       | 100,00       | 39 196      | 100,00      |
| Abstention     | Abstention             | Abstention     | 15 282       | 38,99        | 16 430      | 52,92       |
| Votants        | Votants                | Votants        | 23 914       | 61,01        | 22 766      | 58,08       |
| Blancs et nuls | Blancs et nuls         | Blancs et nuls | 1 157        | 4,84         | 1 066       | 4,68        |
| Exprimés       | Exprimés               | Exprimés       | 22 757       | 95,16        | 21 700      | 95,32       |

*sortant

#### Canton de Châteaurenard
| Candidat       | Candidat                 | Étiquette      | Premier tour | Premier tour | Second tour | Second tour |
| Candidat       | Candidat                 | Étiquette      | Voix         | %            | Voix        | %           |
| -------------- | ------------------------ | -------------- | ------------ | ------------ | ----------- | ----------- |
|                | Anne-Marie Ayme-Bertrand | DVD            | 3 953        | 25,42        | 7 687       | 57,15       |
|                | Bernard Reynès           | DL             | 2 510        | 16,15        | Retrait     | Retrait     |
|                | Michel Pécout            | RPR            | 2 415        | 15,53        | 5 764       | 42,85       |
|                | Antoine Bidotti          | DVD            | 1 577        | 10,14        |             |             |
|                | Francis Perricaudet      | FN             | 1 398        | 8,99         |             |             |
|                | Jean-Pierre Daudet       | PCF            | 1 364        | 8,77         |             |             |
|                | Henti Catillon           | MDC            | 1 271        | 8,17         |             |             |
|                | Marc-Antoine Seymard     | MNR            | 1 064        | 6,84         |             |             |
|                |                          |                |              |              |             |             |
| Inscrits       | Inscrits                 | Inscrits       | 22 262       | 100,00       | 22 160      | 100,00      |
| Abstention     | Abstention               | Abstention     | 6 047        | 27,16        | 7 169       | 32,35       |
| Votants        | Votants                  | Votants        | 16 215       | 72,84        | 14 991      | 67,65       |
| Blancs et nuls | Blancs et nuls           | Blancs et nuls | 663          | 4,09         | 1 540       | 10,27       |
| Exprimés       | Exprimés                 | Exprimés       | 15 552       | 95,91        | 13 451      | 89,73       |

#### Canton de Gardanne
| Candidat       | Candidat        | Étiquette      | Premier tour | Premier tour | Second tour | Second tour |
| Candidat       | Candidat        | Étiquette      | Voix         | %            | Voix        | %           |
| -------------- | --------------- | -------------- | ------------ | ------------ | ----------- | ----------- |
|                | Michel Ré*      | PCF            | 5 420        | 31,16        | 6 497       | 49,05       |
|                | Richard Mallié  | DL             | 4 910        | 28,23        | 6 750       | 50,95       |
|                | José Gonzalez   | FN             | 1 772        | 10,19        |             |             |
|                | Bernard Bastide | PRG            | 1 757        | 10,10        |             |             |
|                | Luc Poussel     | DVD            | 1 653        | 9,50         |             |             |
|                | Daniel Rapuzzi  | DVG            | 1 307        | 7,51         |             |             |
|                | Gérard Terrier  | RPF            | 319          | 1,83         |             |             |
|                | Philippe Camus  | DVD            | 257          | 1,48         |             |             |
|                |                 |                |              |              |             |             |
| Inscrits       | Inscrits        | Inscrits       | 28 932       | 100,00       | 28 936      | 100,00      |
| Abstention     | Abstention      | Abstention     | 10 506       | 36,31        | 15 113      | 52,23       |
| Votants        | Votants         | Votants        | 18 426       | 63,69        | 13 823      | 47,77       |
| Blancs et nuls | Blancs et nuls  | Blancs et nuls | 1 031        | 5,60         | 576         | 4,17        |
| Exprimés       | Exprimés        | Exprimés       | 17 395       | 94,40        | 13 247      | 95,83       |

*sortant

#### Canton d'Istres-Nord
| Candidat       | Candidat          | Étiquette      | Premier tour | Premier tour | Second tour | Second tour |
| Candidat       | Candidat          | Étiquette      | Voix         | %            | Voix        | %           |
| -------------- | ----------------- | -------------- | ------------ | ------------ | ----------- | ----------- |
|                | Georges Thorrand* | PCF            | 3 665        | 28,74        | 6 737       | 49,84       |
|                | Louis Francioli   | DL             | 3 142        | 24,64        | 6 780       | 50,16       |
|                | Gérald Guillemont | PS             | 1 886        | 14,79        |             |             |
|                | José Rodriguez    | FN             | 1 726        | 13,53        |             |             |
|                | Daniel Borel      | MNR            | 943          | 7,39         |             |             |
|                | Marie-Pierre Vial | PRG            | 872          | 6,84         |             |             |
|                | Jean-Marie Pascal | MDC            | 520          | 4,08         |             |             |
|                |                   |                |              |              |             |             |
| Inscrits       | Inscrits          | Inscrits       | 21 205       | 100,00       | 21 197      | 100,00      |
| Abstention     | Abstention        | Abstention     | 7 540        | 35,56        | 6 407       | 30,23       |
| Votants        | Votants           | Votants        | 13 665       | 64,44        | 14 790      | 69,77       |
| Blancs et nuls | Blancs et nuls    | Blancs et nuls | 911          | 4,67         | 1 273       | 8,61        |
| Exprimés       | Exprimés          | Exprimés       | 12 754       | 93,33        | 13 517      | 91,39       |

*sortant

#### Canton d'Istres-Sud
| Candidat       | Candidat              | Étiquette      | Premier tour | Premier tour | Second tour | Second tour |
| Candidat       | Candidat              | Étiquette      | Voix         | %            | Voix        | %           |
| -------------- | --------------------- | -------------- | ------------ | ------------ | ----------- | ----------- |
|                | François Bernardini   | DVG            | 7 256        | 33,62        | 9 781       | 47,76       |
|                | Bernardin Laugier*    | PS             | 3 747        | 17,36        | 10 697      | 52,24       |
|                | Guy Imbert            | ECO            | 3 309        | 15,33        |             |             |
|                | Philippe Colonna      | DVG            | 2 293        | 10,62        |             |             |
|                | Ange Poggi            | FN             | 2 021        | 9,36         |             |             |
|                | Jean-Jacques Lucchini | PCF            | 1 788        | 8,28         |             |             |
|                | Aline Vidal Daumas    | DVD            | 735          | 6,84         |             |             |
|                | Nicolas Zema          | MNR            | 1169         | 5,42         |             |             |
|                |                       |                |              |              |             |             |
| Inscrits       | Inscrits              | Inscrits       | 34 089       | 100,00       | 34 087      | 100,00      |
| Abstention     | Abstention            | Abstention     | 11 070       | 32,47        | 10 920      | 32,04       |
| Votants        | Votants               | Votants        | 23 019       | 67,53        | 23 167      | 67,96       |
| Blancs et nuls | Blancs et nuls        | Blancs et nuls | 1 436        | 6,24         | 2 689       | 11,61       |
| Exprimés       | Exprimés              | Exprimés       | 21 583       | 93,76        | 20 478      | 88,39       |

*sortant

#### Canton de Martigues-Est
| Candidat       | Candidat          | Étiquette      | Premier tour | Premier tour |
| Candidat       | Candidat          | Étiquette      | Voix         | %            |
| -------------- | ----------------- | -------------- | ------------ | ------------ |
|                | Marc Frisicano*   | PCF            | 6 896        | 51,23        |
|                | Serge Pétricoul   | UDF            | 2 904        | 21,58        |
|                | Jean-Pierre Régis | PS             | 1 503        | 11,17        |
|                | Jacques Peth      | FN             | 1 014        | 7,53         |
|                | Francis Lopez     | PRG            | 602          | 4,47         |
|                | Hélyette Moreau   | MNR            | 541          | 4,02         |
|                |                   |                |              |              |
| Inscrits       | Inscrits          | Inscrits       | 22 917       | 100,00       |
| Abstention     | Abstention        | Abstention     | 8 815        | 38,46        |
| Votants        | Votants           | Votants        | 14 102       | 61,54        |
| Blancs et nuls | Blancs et nuls    | Blancs et nuls | 642          | 4,55         |
| Exprimés       | Exprimés          | Exprimés       | 13 460       | 95,45        |

*sortant

#### Canton de Martigues-Ouest
| Candidat       | Candidat              | Étiquette      | Premier tour | Premier tour |
| Candidat       | Candidat              | Étiquette      | Voix         | %            |
| -------------- | --------------------- | -------------- | ------------ | ------------ |
|                | Evelyne Santoru Joly* | PCF            | 5 633        | 57,73        |
|                | Liliane Mora Auroux   | PS             | 1 253        | 12,84        |
|                | Joseph Pignot         | UMP            | 1 356        | 13,90        |
|                | Robert Ruscica        | FN             | 881          | 9,03         |
|                | Franck Malville       | MNR            | 634          | 6,50         |
|                |                       |                |              |              |
| Inscrits       | Inscrits              | Inscrits       | 17 601       | 100,00       |
| Abstention     | Abstention            | Abstention     | 7 368        | 41,86        |
| Votants        | Votants               | Votants        | 10 233       | 58,14        |
| Blancs et nuls | Blancs et nuls        | Blancs et nuls | 476          | 4,65         |
| Exprimés       | Exprimés              | Exprimés       | 9 757        | 95,35        |

*sortant

#### Canton d'Orgon
| Candidat       | Candidat        | Étiquette      | Premier tour | Premier tour | Second tour | Second tour |
| Candidat       | Candidat        | Étiquette      | Voix         | %            | Voix        | %           |
| -------------- | --------------- | -------------- | ------------ | ------------ | ----------- | ----------- |
|                | Maurice Brès    | DVD            | 2 652        | 25,95        | 3 658       | 41,05       |
|                | Gérard Vouland  | RPR            | 2 601        | 25,45        | 3 010       | 33,17       |
|                | Guy Olivier     | PS             | 2 309        | 22,59        | 2 244       | 25,18       |
|                | Jeanne Naud     | FN             | 1 235        | 12,08        |             |             |
|                | Jacques Rousset | PCF            | 799          | 7,82         |             |             |
|                | Denise Clerc    | MNR            | 625          | 6,11         |             |             |
|                |                 |                |              |              |             |             |
| Inscrits       | Inscrits        | Inscrits       | 14 906       | 100,00       | 14 906      | 100,00      |
| Abstention     | Abstention      | Abstention     | 4 203        | 28,20        | 5 662       | 38,19       |
| Votants        | Votants         | Votants        | 10 703       | 71,80        | 9 244       | 61,81       |
| Blancs et nuls | Blancs et nuls  | Blancs et nuls | 482          | 4,50         | 332         | 3,59        |
| Exprimés       | Exprimés        | Exprimés       | 10 221       | 95,50        | 8 912       | 96,41       |

#### Canton de Roquevaire
| Candidat       | Candidat            | Étiquette      | Premier tour | Premier tour | Second tour | Second tour |
| Candidat       | Candidat            | Étiquette      | Voix         | %            | Voix        | %           |
| -------------- | ------------------- | -------------- | ------------ | ------------ | ----------- | ----------- |
|                | Francis Pellissier* | PCF            | 7 462        | 42,33        | 7 856       | 52,80       |
|                | Paul Julien         | DVG            | 4 430        | 25,13        | 7 020       | 47,18       |
|                | Frédéric Sarrazin   | RPR            | 2 902        | 16,46        | 2           | 0,01        |
|                | Edouard Gorski      | FN             | 1 899        | 10,77        |             |             |
|                | Bernard Danjou      | MNR            | 936          | 5,31         |             |             |
|                |                     |                |              |              |             |             |
| Inscrits       | Inscrits            | Inscrits       | 27 733       | 100,00       | 27 729      | 100,00      |
| Abstention     | Abstention          | Abstention     | 9 252        | 33,36        | 11 782      | 42,49       |
| Votants        | Votants             | Votants        | 18 481       | 66,64        | 15 947      | 57,51       |
| Blancs et nuls | Blancs et nuls      | Blancs et nuls | 852          | 4,61         | 1 069       | 6,70        |
| Exprimés       | Exprimés            | Exprimés       | 17 629       | 95,39        | 14 878      | 93,30       |

*sortant

#### Canton de Saintes-Maries-de-la-Mer
| Candidat       | Candidat             | Étiquette      | Premier tour | Premier tour |
| Candidat       | Candidat             | Étiquette      | Voix         | %            |
| -------------- | -------------------- | -------------- | ------------ | ------------ |
|                | Roland Chassain*     | RPR            | 1 360        | 61,73        |
|                | Huvert Manaud        | PS             | 725          | 32,91        |
|                | Jean-Noël Houssais   | MNR            | 87           | 3,95         |
|                | Jacqueline Pichinoty | FN             | 31           | 1,41         |
|                |                      |                |              |              |
| Inscrits       | Inscrits             | Inscrits       | 2 492        | 100,00       |
| Abstention     | Abstention           | Abstention     | 222          | 8,91         |
| Votants        | Votants              | Votants        | 2 270        | 91,09        |
| Blancs et nuls | Blancs et nuls       | Blancs et nuls | 67           | 2,95         |
| Exprimés       | Exprimés             | Exprimés       | 2 203        | 97,05        |

*sortant

#### Canton de Salon-de-Provence
| Candidat       | Candidat          | Étiquette      | Premier tour | Premier tour | Second tour | Second tour |
| Candidat       | Candidat          | Étiquette      | Voix         | %            | Voix        | %           |
| -------------- | ----------------- | -------------- | ------------ | ------------ | ----------- | ----------- |
|                | Philippe Adam     | MNR            | 4 020        | 24,13        | 6 971       | 43,52       |
|                | Philippe Léandri  | RPR            | 3 128        | 18,78        | 9 047       | 56,48       |
|                | Gilles Rigole     | Verts          | 2 676        | 16,07        | Retrait     | Retrait     |
|                | Robert Aim        | DVG            | 2 455        | 14,74        |             |             |
|                | Pierrette Bellone | DVD            | 2 201        | 13,21        |             |             |
|                | Eric Cameler      | PCF            | 1 096        | 6,58         |             |             |
|                | Christian Mignot  | FN             | 602          | 3,61         |             |             |
|                | Jacques Conte     | DVG            | 478          | 2,87         |             |             |
|                |                   |                |              |              |             |             |
| Inscrits       | Inscrits          | Inscrits       | 25 655       | 100,00       | 25 655      | 100,00      |
| Abstention     | Abstention        | Abstention     | 8 065        | 31,44        | 7 291       | 28,42       |
| Votants        | Votants           | Votants        | 17 590       | 68,59        | 18 364      | 71,58       |
| Blancs et nuls | Blancs et nuls    | Blancs et nuls | 933          | 5,30         | 2 346       | 9,14        |
| Exprimés       | Exprimés          | Exprimés       | 16 657       | 94,70        | 16 018      | 87,23       |